# Загребский фуникулёр
Загребский фуникулёр (хорв. Zagrebačka uspinjača) — фуникулёр, расположенный в столице Хорватии Загребе на улице Томича и соединяющий улицу Илица (Долний Град) с променадом Штросмайера (Горний Град). Оператором Загребского фуникулёра является загребская трамвайная компания «ZET».
Эксплуатационная длина фуникулёра составляет 66 метров, что делает его одним из самых коротких пассажирских фуникулёров в мире. Загребский фуникулёр был построен в 1890 году и функционирует с 23 апреля 1893 года. Первоначально использовались паровые двигатели, которые были заменены на электрические в 1934 году. Загребский фуникулёр сохраняет свой первоначальный вид, конструкцию и большинство технических характеристик, что позволило включить его в список памятников культуры хорватской столицы.

## Технические характеристики
Пассажиров перевозят два вагончика, рассчитанных на 28 человек каждый (16 сидячих и 12 стоячих мест). Вагончики имеют длину 5,640 метров и весят по 5,05 тонн (4,97 длинных тонн; 5,57 коротких тонн). Каждый из них может нести по 2240 кг. Электрический двигатель фуникулёра находится в северной (верхней) станции. Он имеет выходную мощность 28,5 кВт (38,2 л.с.), работает на 400 В постоянного тока, при 720 оборотах в минуту. Фуникулёр имеет колею в 1200 мм, длина трека составляет всего 66 м, но разница в высоте 30,5 м формирует угол наклона фуникулёра в 52%. Это делает его одним из самых коротких, но и одним из самых крутых фуникулёров в мире. Вагончики движутся со скоростью 1,5 м/с, таким образом для преодоления всего расстояния требуется 55 секунд.